# Gukje Motors
Gukje Motors – dawny południowokoreański producent samochodów osobowych z siedzibą w Seulu działający w latach 1955–1963.

## Historia
Gukje Motors zostało założone przez trójkę braci w 1955 roku w Seulu jako pierwszy w historii Korei Południowej producent samochodów osobowych. Do budowy jedynego pojazdu skonstruowanego przez przedsiębiorstwo, terenowego Shibala, wykorzystano podzespoły Jeepów porzuconych na amerykańskich żołnierzy po Wojnie koreańskiej, budując od podstaw zamknięte, samodzielnie zaprojektowane nadwozie.
Z powodu nieproporcjonalnych nakładów w rozwój nowych pojazdów, które nie pokrywały się z rządowymi dotacjami, Gukje Motors zakończyło działalność w maju 1963 roku, kończąc produkcję Shibal po niespełna 3000 wyprodukowanych egzemplarzy.

## Modele samochodów

### Historyczne
- Shibal (1955–1963)